# Amphiroa vanbosseae
Amphiroa vanbosseae M. Lemoine, 1929  é o nome botânico  de uma espécie de algas vermelhas pluricelulares do gênero Amphiroa.
- São algas vermelhas encontradas na Espanha, ilhas Galápagos e Mauritânia.

## Sinonímia
- Amphiroa vanbossea M. Lemoine, 1929 (var. ort.)